# Az Újpest FC 2024–2025-ös szezonja
Az Újpest FC a 2024–2025-ös szezonban az NB1-ben indult, miután a 2023–2024-es NB1-es szezonban tizedik helyen zárta a bajnokságot.

## Változások a csapat keretében
A vastaggal jelzett játékosok felnőtt válogatottsággal rendelkeznek.

### Érkezők
| Dátum               | Név                 | Nemzet   | Poszt       | Kor | Honnan                   | Szerződés megnevezése | Átigazolási időszak | Szerződés vége | Átigazolás összege | Forrás        |
| 2024. április 25.   | Riccardo Piscitelli | olasz    | kapus       | 30  | Mezőkövesd Zsóry FC      | lejárt a szerződése   | 2024. évi nyári     | Nem publikus   | ingyen             | [ 2 ]         |
| 2024. június 11.    | Bese Barnabás       | magyar   | hátvéd      | 30  | Fehérvár FC              | lejárt a szerződése   | 2024. évi nyári     | Nem publikus   | ingyen             | [ 3 ]         |
| 2024. június 11.    | Dénes Adrián        | magyar   | csatár      | 20  | ACF Fiorentina U19       | lejárt a szerződése   | 2024. évi nyári     | Nem publikus   | ingyen             | [ 4 ]         |
| 2024. június 12.    | Babós Levente       | magyar   | hátvéd      | 20  | Puskás AFC               | lejárt a szerződése   | 2024. évi nyári     | Nem publikus   | ingyen             | [ 5 ]         |
| 2024. június 13.    | Baranyai Nimród     | magyar   | hátvéd      | 20  | Debreceni VSC            | átigazolás            | 2024. évi nyári     | Nem publikus   | Nem publikus       | [ 6 ]         |
| 2024. június 17.    | Kaczvinszki Dominik | magyar   | hátvéd      | 18  | Budapest Honvéd FC       | átigazolás            | 2024. évi nyári     | Nem publikus   | Nem publikus       | [ 7 ]         |
| 2024. július 1.     | Gergényi Bence      | magyar   | hátvéd      | 26  | Fehérvár FC              | átigazolás            | 2024. évi nyári     | Nem publikus   | Nem publikus       | [ 8 ]         |
| 2024. július 8.     | João Nunes          | portugál | hátvéd      | 28  | Casa Pia AC              | lejárt a szerződése   | 2024. évi nyári     | Nem publikus   | ingyen             | [ 9 ]         |
| 2024. július 9.     | Mamoudou Karamoko   | francia  | csatár      | 24  | FC København             | kölcsönbe             | 2024. évi nyári     | 2025. 06. 30.  | –                  | [ 10 ]        |
| 2024. július 31.    | Fran Brodić         | horvát   | csatár      | 27  | GNK Dinamo Zagreb        | átigazolás            | 2024. évi nyári     | Nem publikus   | 1 500 000 €        | [ 11 ] [ 12 ] |
| 2024. augusztus 15. | André Duarte        | portugál | hátvéd      | 26  | NK Osijek                | átigazolás            | 2024. évi nyári     | Nem publikus   | Nem publikus       | [ 13 ]        |
| 2024. augusztus 19. | Tom Lacoux          | francia  | középpályás | 22  | FC Girondins de Bordeaux | megszűnt a szerződése | 2024. évi nyári     | Nem publikus   | ingyen             | [ 14 ]        |
| 2024. augusztus 26. | Fiola Attila        | magyar   | hátvéd      | 34  | Fehérvár FC              | lejárt a szerződése   | 2024. évi nyári     | Nem publikus   | ingyen             | [ 15 ]        |
| 2024. augusztus 29. | Horváth Krisztofer  | magyar   | középpályás | 22  | Torino FC                | átigazolás            | 2024. évi nyári     | Nem publikus   | Nem publikus       | [ 16 ]        |
| 2024. szeptember 3. | Helmich Pál         | magyar   | középpályás | 19  | Kecskeméti TE            | átigazolás            | 2024. évi nyári     | Nem publikus   | Nem publikus       | [ 17 ]        |
| 2025. január 23.    | Damian Rasak        | lengyel  | középpályás | 28  | KS Górnik Zabrze         | átigazolás            | 2025. évi téli      | 2027. 06. 30   | Nem publikus       | [ 18 ]        |
| 2025. január 24.    | Milan Tučić         | szlovén  | csatár      | 28  | NK Bravo                 | átigazolás            | 2025. évi téli      | Nem publikus   | Nem publikus       | [ 19 ]        |
| 2025. február 14.   | Giorgi Beridze      | grúz     | csatár      | 27  | Kocaelispor              | szerződést bontott    | 2025. évi téli      | Nem publikus   | ingyen             | [ 20 ]        |

### Kölcsönből visszatérők
| Dátum        | Név           | Nemzet  | Poszt       | Kor | Honnan              | Átigazolási időszak | Szerződés vége | Forrás |
| ------------ | ------------- | ------- | ----------- | --- | ------------------- | ------------------- | -------------- | ------ |
| 2024. június | Mucsányi Márk | magyar  | csatár      | 22  | Budapesti VSC       | 2024. évi nyári     | Nem publikus   | –      |
| 2024. június | Eckl Patrik   | magyar  | hátvéd      | 22  | Komáromi FC         | 2024. évi nyári     | Nem publikus   | –      |
| 2024. június | Máté Zsolt    | magyar  | hátvéd      | 26  | Tiszakécskei FC     | 2024. évi nyári     | Nem publikus   | –      |
| 2024. június | Yohan Croizet | francia | középpályás | 32  | Zalaegerszegi TE FC | 2024. évi nyári     | 2024. 12. 31.  | –      |

### Távozók
| Dátum               | Név              | Nemzet            | Poszt       | Kor | Hova                     | Szerződés megnevezése | Átigazolási időszak | Szerződés vége | Átigazolás összege | Forrás |
| ------------------- | ---------------- | ----------------- | ----------- | --- | ------------------------ | --------------------- | ------------------- | -------------- | ------------------ | ------ |
| 2024. május 20.     | Luca Mack        | német             | középpályás | 23  | VfB Stuttgart II         | lejárt a szerződése   | 2024. évi nyári     | Nem publikus   | ingyen             | [ 21 ] |
| 2024. május 20.     | Dženan Bureković | bosnyák           | hátvéd      | 28  | klub nélküli             | lejárt a szerződése   | 2024. évi nyári     | –              | –                  | [ 22 ] |
| 2024. május 20.     | Albi Doka        | albán             | hátvéd      | 26  | KF Skënderbeu Korçë      | lejárt a szerződése   | 2024. évi nyári     | 2027. 06 30.   | ingyen             | [ 23 ] |
| 2024. május 20.     | Jorgosz Anculasz | görög             | hátvéd      | 24  | Helsingin JK             | lejárt a szerződése   | 2024. évi nyári     | 2025. 12. 31.  | ingyen             | [ 24 ] |
| 2024. május 20.     | Stefan Jevtoski  | macedón           | középpályás | 26  | FK Sztruga               | lejárt a szerződése   | 2024. évi nyári     | Nem publikus   | ingyen             | [ 25 ] |
| 2024. május 21.     | Franklin Sasere  | nigériai          | csatár      | 25  | Floriana FC              | szerződést bontott    | 2024. évi nyári     | 2025. 06. 30.  | ingyen             | [ 26 ] |
| 2024. május 21.     | Heinz Mörschel   | dominikai         | középpályás | 26  | FC Vizela                | szerződést bontott    | 2024. évi nyári     | 2026. 06. 30.  | ingyen             | [ 27 ] |
| 2024. május 21.     | Kiss Tamás       | magyar            | csatár      | 23  | Wisła Kraków SA          | szerződést bontott    | 2024. évi nyári     | 2026. 06. 31.  | ingyen             | [ 28 ] |
| 2024. május 22.     | Branko Pauljević | szerb             | hátvéd      | 34  | Budapest Honvéd FC       | lejárt a szerződése   | 2024. évi nyári     | 2025. 06. 31   | ingyen             | [ 29 ] |
| 2024. június        | Molnár Zsombor   | magyar            | kapus       | 20  | Vasas SC                 | kölcsönből vissza     | 2024. évi nyári     | Nem publikus   | –                  | [ 30 ] |
| 2024. június        | Huszti András    | magyar            | hátvéd      | 23  | Zalaegerszegi TE FC      | kölcsönből vissza     | 2024. évi nyári     | Nem publikus   | –                  | [ 31 ] |
| 2024. június 14.    | Peter Ambrose    | nigériai          | csatár      | 22  | Aberdeen FC              | átigazolás            | 2024. évi nyári     | 2027. 06. 30.  | Nem publikus       | [ 32 ] |
| 2024. június 19.    | Varga Balázs     | magyar            | középpályás | 20  | Szeged-Csanád GA         | kölcsönbe             | 2024. évi nyári     | 2025. 06. 30.  | –                  | [ 33 ] |
| 2024. július 1.     | Szabó Bálint     | magyar            | középpályás | 22  | Békéscsaba 1912 Előre    | szerződést bontott    | 2024. évi nyári     | Nem publikus   | ingyen             | [ 34 ] |
| 2024. július 8.     | Kovács Dominik   | magyar            | hátvéd      | 23  | Budapesti VSC            | kölcsönbe             | 2024. évi nyári     | 2025. 06. 30.  | –                  | [ 35 ] |
| 2024. július 17.    | Yohan Croizet    | francia           | középpályás | 32  | Zalaegerszegi TE FC      | szerződést bontott    | 2024. évi nyári     | 2026. 06. 30.  | ingyen             | [ 36 ] |
| 2024. augusztus 6.  | Csoboth Kevin    | magyar            | csatár      | 24  | FC St. Gallen            | átigazolás            | 2024. évi nyári     | 2028. 06. 30.  | 1 000 000+ €       | [ 37 ] |
| 2024. augusztus 30. | Aboubakar Keita  | elefántcsontparti | középpályás | 26  | Nyíregyháza Spartacus FC | szerződést bontott    | 2024. évi nyári     | Nem publikus   | ingyen             | [ 38 ] |
| 2024. szeptember 3. | Ognjen Radošević | szerb             | középpályás | 21  | Nyíregyháza Spartacus FC | kölcsönbe             | 2024. évi nyári     | 2025. 06. 30.  | –                  | [ 39 ] |
| 2025. január 30.    | Baranyai Nimród  | magyar            | hátvéd      | 21  | Kazincbarcikai SC        | kölcsönbe             | 2025. évi téli      | 2025. 06. 30.  | –                  | [ 40 ] |

### Hosszabbítások
| Dátum            | Név             | Nemzet | Poszt       | Kor | Átigazolási időszak | Szerződés vége | Forrás        |
| ---------------- | --------------- | ------ | ----------- | --- | ------------------- | -------------- | ------------- |
| 2024. június 10. | Simon Krisztián | magyar | csatár      | 33  | 2024. évi nyári     | Nem publikus   | [ 41 ]        |
| 2024. június 10. | Matija Ljujić   | szerb  | középpályás | 30  | 2024. évi nyári     | 2026. 12. 31.  | [ 42 ] [ 43 ] |
| 2024. június 14. | Banai Dávid     | magyar | kapus       | 30  | 2024. évi nyári     | Nem publikus   | [ 44 ]        |

### Profi szerződést kapott
| Dátum              | Név                | Nemzet | Poszt       | Kor | Átigazolási időszak | Szerződés vége | Forrás |
| ------------------ | ------------------ | ------ | ----------- | --- | ------------------- | -------------- | ------ |
| 2024. május 23.    | Simon Balázs       | magyar | középpályás | 19  | 2024. évi nyári     | Nem publikus   | [ 45 ] |
| 2024. május 23.    | Dékei Márk         | magyar | középpályás | 20  | 2024. évi nyári     | Nem publikus   | [ 45 ] |
| 2024. november 11. | Sarkadi Kristóf    | magyar | csatár      | 18  | 2024. évi nyári     | Nem publikus   | [ 46 ] |
| 2025. január 30.   | Mándi Naruki Milán | magyar | hátvéd      | 18  | 2025. évi téli      | Nem publikus   | [ 47 ] |
| 2025. február 19.  | Mező Dezső         | magyar | középpályás | 19  | 2025. évi téli      | Nem publikus   | [ 48 ] |

## Játékoskeret
Utolsó módosítás: 2025. február 19.
A vastaggal jelzett játékosok felnőtt válogatottsággal rendelkeznek.
A dőlttel jelzett játékosok kölcsönben szerepelnek a klubnál.
*A második csapatban is pályára lépő játékos.
**Kooperációs szerződéssel a BVSC csapatában is pályára léphet.
Az érték oszlopban szereplő , , és = jelek azt mutatják, hogy a Transfermarkt legutóbbi adatfrissítése előtti állapothoz képest mennyit nőtt, csökkent a játékos értéke, vagy ha nem változott, akkor azt az = jel mutatja.
| Mezszám                | Név                  | Nemzetiség | Születési hely | Születési idő (kor)            | Korábbi csapat           | Érték (€)            | Szerződés lejárta |
| Kapusok                | Kapusok              | Kapusok    | Kapusok        | Kapusok                        | Kapusok                  | Kapusok              | Kapusok           |
| ---------------------- | -------------------- | ---------- | -------------- | ------------------------------ | ------------------------ | -------------------- | ----------------- |
| 1                      | Genzler Gellért*     | magyar     | Bonyhád        | 2002. december 22. (22 éves)   | Utánpótlásból került fel | 75 000 ( 50 000)     | Nem publikus      |
| 23                     | Banai Dávid          | magyar     | Budapest       | 1994. május 9. (31 éves)       | Utánpótlásból került fel | 250 000 ( 50 000)    | Nem publikus      |
| 93                     | Riccardo Piscitelli  | ITA        | Vimercate      | 1993. október 10. (31 éves)    | Mezőkövesd Zsóry FC      | 400 000 ( 50 000)    | Nem publikus      |
| Védők                  |                      |            |                |                                |                          |                      |                   |
| 3                      | Fehér Csanád*        | magyar     | Szolnok        | 2002. június 13. (23 éves)     | Utánpótlásból került fel | 125 000 ( 25 000)    | Nem publikus      |
| 4                      | Babós Levente**      | magyar     | Szeged         | 2004. január 16. (21 éves)     | Puskás AFC               | 125 000 (=)          | Nem publikus      |
| 5                      | Davit Kobouri        | GEO        | Telavi         | 1998. január 24. (27 éves)     | SZK Dinamo Tbiliszi      | 400 000 ( 50 000)    | Nem publikus      |
| 22                     | Tamás Krisztián      | magyar     | Budapest       | 1995. április 18. (30 éves)    | Budapest Honvéd FC       | 350 000 (=)          | Nem publikus      |
| 30                     | João Nunes           | portugál   | Setúbal        | 1995. november 19. (29 éves)   | Casa Pia AC              | 600 000 ( 100 000)   | Nem publikus      |
| 33                     | Bese Barnabás        | magyar     | Budapest       | 1994. május 6. (31 éves)       | Fehérvár FC              | 500 000 ( 50 000)    | Nem publikus      |
| 35                     | André Duarte         | portugál   | Sacavém        | 1997. szeptember 12. (27 éves) | NK Osijek                | 1 300 000 ( 200 000) | Nem publikus      |
| 44                     | Gergényi Bence       | magyar     | Budapest       | 1998. március 16. (27 éves)    | Fehérvár FC              | 600 000 ( 50 000)    | Nem publikus      |
| 46                     | Mándi Naruki Milán*  | magyar     | Oszaka         | 2006. július 15. (18 éves)     | Utánpótlásból került fel | -                    | Nem publikus      |
| 55                     | Fiola Attila         | magyar     | Szekszárd      | 1990. február 17. (35 éves)    | Fehérvár FC              | 400 000 (=)          | Nem publikus      |
| 74                     | Kaczvinszki Dominik* | magyar     | Miskolc        | 2006. március 1. (19 éves)     | Budapest Honvéd FC       | 100 000 ( 75 000)    | Nem publikus      |
| Középpályások          |                      |            |                |                                |                          |                      |                   |
| 6                      | Damian Rasak         | lengyel    | Toruń          | 1996. február 8. (29 éves)     | KS Górnik Zabrze         | 900 000 ( 100 000)   | 2027. 06. 30.     |
| 8                      | Dékei Márk*          | magyar     | Budapest       | 2003. június 10. (22 éves)     | Utánpótlásból került fel | 150 000 ( 150 000)   | Nem publikus      |
| 10                     | Tajti Mátyás         | magyar     | Budapest       | 1998. június 2. (27 éves)      | Zalaegerszegi TE FC      | 500 000 ( 75 000)    | Nem publikus      |
| 11                     | Horváth Krisztofer   | magyar     | Hévíz          | 2002. január 8. (23 éves)      | Torino FC                | 1 200 000 (=)        | Nem publikus      |
| 15                     | Mucsányi Miron**     | magyar     | Budapest       | 2005. október 14. (19 éves)    | Utánpótlásból került fel | 50 000 ( 50 000)     | Nem publikus      |
| 18                     | Tom Lacoux           | francia    | Bordeaux       | 2002. január 25. (23 éves)     | FC Girondins de Bordeaux | 1 000 000 ( 500 000) | Nem publikus      |
| 21                     | Helmich Pál*         | magyar     | Budapest       | 2004. november 20. (20 éves)   | Kecskeméti TE            | 200 000 ( 50 000)    | Nem publikus      |
| 26                     | Geiger Bálint*       | magyar     | Csengőd        | 2004. március 26. (21 éves)    | Utánpótlásból került fel | 300 000 ( 175 000)   | Nem publikus      |
| 29                     | Vincent Onovo        | NGR        | Agbani         | 1995. december 10. (29 éves)   | Randers FC               | 400 000 (=)          | 2025.06.30.       |
| 37                     | Mező Dezső*          | magyar     | Budapest       | 2005. április 28. (20 éves)    | Utánpótlásból került fel | -                    | Nem publikus      |
| 88                     | Matija Ljujić        | szerb      | Prijepolje     | 1993. október 28. (31 éves)    | MK Hapóél Haifa          | 600 000 ( 100 000)   | 2026. 12. 31.     |
| Támadók                |                      |            |                |                                |                          |                      |                   |
| 7                      | Simon Krisztián      | magyar     | Budapest       | 1991. június 10. (34 éves)     | TSV 1860 München         | 100 000 ( 50 000)    | Nem publikus      |
| 9                      | Fran Brodić          | horvát     | Zágráb         | 1997. január 8. (28 éves)      | GNK Dinamo Zagreb        | 1 400 000 ( 400 000) | Nem publikus      |
| 14                     | Giorgi Beridze       | grúz       | Mestia         | 1997. május 12. (28 éves)      | Kocaelispor              | 800 000 ( 50 000)    | Nem publikus      |
| 17                     | George Ganea         | román      | Bukarest       | 1999. május 26. (26 éves)      | FC Universitatea Craiova | 150 000 ( 50 000)    | Nem publikus      |
| 34                     | Milan Tučić          | szlovén    | Ljubljana      | 1996. augusztus 15. (28 éves)  | NK Bravo                 | 400 000 ( 250 000)   | Nem publikus      |
| 38                     | Sarkadi Kristróf*    | magyar     | –              | 2006. április 6. (19 éves)     | Utánpótlásból került fel | -                    | Nem publikus      |
| 47                     | Mucsányi Márk*       | magyar     | Budapest       | 2001. november 16. (23 éves)   | Utánpótlásból került fel | 300 000 ( 250 000)   | Nem publikus      |
| 57                     | Tóth Ákos*           | magyar     | –              | 2005. február 8. (20 éves)     | Utánpótlásból került fel | -                    | Nem publikus      |
| 70                     | Mamoudou Karamoko    | francia    | Párizs         | 1999. szeptember 8. (25 éves)  | FC København             | 450 000 ( 150 000)   | 2025. 06. 30.     |
| 77                     | Dénes Adrián         | magyar     | Orosháza       | 2004. április 15. (21 éves)    | ACF Fiorentina U19       | 175 000 ( 150 000)   | Nem publikus      |
| Kölcsönadott játékosok |                      |            |                |                                |                          |                      |                   |
| Név                    | Poszt                | Nemzetiség | Születési hely | Születési idő                  | Kölcsönben itt           | Érték (€)            | Kölcsön lejárta   |
| Varga Balázs           | középpályás          | magyar     | Baja           | 2003. október 23. (21 éves)    | Szeged-Csanád GA         | 175 000              | 2025.06.30.       |
| Kovács Dominik         | védő                 | magyar     | Budapest       | 2001. február 18. (24 éves)    | Budapesti VSC            | 25 000               | 2025.06.30.       |
| Ognjen Radošević       | középpályás          | szerb      | Szabadka       | 2003. augusztus 1. (21 éves)   | Nyíregyháza Spartacus FC | 150 000              | 2025.06.30.       |
| Baranyai Nimród        | védő                 | magyar     | Debrecen       | 2003. augusztus 6. (21 éves)   | Kazincbarcikai SC        | 225 000              | 2025.06.30.       |

## Klubvezetés és szakmai stáb
| Klubvezetés                                 | Klubvezetés        | Szakmai stáb     | Szakmai stáb    |
| ------------------------------------------- | ------------------ | ---------------- | --------------- |
| Elnök                                       | Ratatics Péter     | Vezetőedző       | Damir Krznar    |
| Ügyvezető igazgató                          | Benczédi Balázs    | Másodedző        | Aleš Mertelj    |
| Főtanácsadó                                 | Kovács Zoltán      | Másodedző        | Aleš Mertelj    |
| Játékosmegfigyelő                           | Kovrig Ákos        | Asszisztens edző | Nikola Mitrović |
| Játékosmegfigyelő                           | Mersits Botond     | Asszisztens edző | Vedran Attias   |
| Scouting elemző                             | Juhár Tamás        | Csapatmenedzser  | Páll Áron       |
| Utánpótlás operatív igazgató                | Víg Péter          | Erőnléti edző    | Száraz Ádám     |
| Kommunikációs vezető                        | Pécsi Márk         | Erőnléti edző    | Radó Dániel     |
|                                             |                    | Erőnléti edző    | Luka Krkljes    |
| Kapusedző                                   | Elbert András      |                  |                 |
| Orvos                                       | Dr. Kollár Iván    |                  |                 |
| Orvos                                       | Dr. Lestár Péter   |                  |                 |
| Videóelemző                                 | Varga Samu         |                  |                 |
| Videóelemző                                 | Benczés Balázs     |                  |                 |
| Videóelemző                                 | Vedran Attias      |                  |                 |
| Fizioterapeuta                              | Zarko Milovanovic  |                  |                 |
| Fizioterapeuta                              | Aleksandar Jovetic |                  |                 |
| Fizioterapeuta                              | Varga Dorottya     |                  |                 |
| Masszőr                                     | Kádár József       |                  |                 |
| Masszőr                                     | Hénap Kálmán       |                  |                 |
| Fiatalok egyéni fejlesztéséért felelős edző | Bodor Boldizsár    |                  |                 |
| Első csapat technikai vezető                | Zsitva Babett      |                  |                 |
| Adatelemző                                  | Tuza Kornélia      |                  |                 |
| Szertáros                                   | Nagy Tamás         |                  |                 |

## Statisztikák
Ezek a statisztikák csak az OTP Bank Ligára vonatkoznak.

### Gólok
| Helyezés | Játékos            | Lőtt gólok |
| -------- | ------------------ | ---------- |
| 1.       | Fran Brodić        | 9          |
| 1.       | Matija Ljujić      | 9          |
| 3.       | Mucsányi Márk      | 3          |
| 4.       | Tajti Mátyás       | 2          |
| 4.       | Mamoudou Karamoko  | 2          |
| 4.       | Bese Barnabás      | 2          |
| 4.       | Tom Lacoux         | 2          |
| 4.       | Horváth Krisztofer | 2          |
| 4.       | Giorgi Beridze     | 2          |
| 5.       | João Nunes         | 1          |
| 5.       | André Duarte       | 1          |
| 5.       | Dénes Adrián       | 1          |
| 5.       | Damian Rasak       | 1          |

### Gólpasszok
| Helyezés | Játékos            | Gólpasszok |
| -------- | ------------------ | ---------- |
| 1.       | Fran Brodić        | 6          |
| 2.       | Geiger Bálint      | 4          |
| 2.       | Horváth Krisztofer | 4          |
| 3.       | Bese Barnabás      | 3          |
| 4.       | Mucsányi Márk      | 2          |
| 4.       | Gergényi Bence     | 2          |
| 4.       | João Nunes         | 2          |
| 4.       | Mamoudou Karamoko  | 2          |
| 5.       | Matija Ljujić      | 1          |
| 5.       | Davit Kobouri      | 1          |
| 5.       | Tom Lacoux         | 1          |
| 5.       | Damian Rasak       | 1          |
| 5.       | Tajti Mátyás       | 1          |

### Öngólok
| Helyezés | Játékos             | Öngólok |
| -------- | ------------------- | ------- |
| 1.       | João Nunes          | 1       |
| 1.       | André Duarte        | 1       |
| 1.       | Kaczvinszki Dominik | 1       |

### Sárga lapok
| Helyezés | Játékos             | Sárgalap |
| -------- | ------------------- | -------- |
| 1.       | Fiola Attila        | 13       |
| 2.       | Gergényi Bence      | 8        |
| 3.       | Fran Brodić         | 7        |
| 4.       | André Duarte        | 6        |
| 5.       | João Nunes          | 5        |
| 5.       | Matija Ljujić       | 5        |
| 6.       | Horváth Krisztofer  | 3        |
| 6.       | Tamás Krisztián     | 3        |
| 6.       | Tom Lacoux          | 3        |
| 7.       | Bese Barnabás       | 2        |
| 7.       | Geiger Bálint       | 2        |
| 7.       | Vincent Onovo       | 2        |
| 7.       | Mucsányi Márk       | 2        |
| 7.       | Dénes Adrián        | 2        |
| 8.       | Tajti Mátyás        | 1        |
| 8.       | Helmich Pál         | 1        |
| 8.       | Banai Dávid         | 1        |
| 8.       | Baranyai Nimród     | 1        |
| 8.       | Riccardo Piscitelli | 1        |
| 8.       | Kaczvinszki Dominik | 1        |
| 8.       | Damian Rasak        | 1        |
| 8.       | Dékei Márk          | 1        |
| 8.       | George Ganea        | 1        |
| 8.       | Davit Kobouri       | 1        |
| 8.       | Mamoudou Karamoko   | 1        |

### Piros lapok
| Helyezés | Játékos             | Piroslap |
| -------- | ------------------- | -------- |
| 1.       | Tom Lacoux          | 2        |
| 2.       | Kaczvinszki Dominik | 1        |
| 2.       | Matija Ljujić       | 1        |

### Kapusstatisztika
| Játékos             | Mérkőzés    | Bekapott gólok | Gól nélkül lehozott találkozók |
| ------------------- | ----------- | -------------- | ------------------------------ |
| Riccardo Piscitelli | 31 mérkőzés | 39             | 11                             |
| Banai Dávid         | 4 mérkőzés  | 5              | 2                              |

### Edzői statisztika
A dőlttel jelzett név = megbízott edző.
| Edző            | Mérkőzés | Gy | D  | V  | RG | KG | GK | GY%   |
| --------------- | -------- | -- | -- | -- | -- | -- | -- | ----- |
| Bartosz Grzelak | 30       | 8  | 12 | 10 | 31 | 40 | –9 | 26,6% |
| Damir Krznar    | 3        | 1  | 2  | 0  | 5  | 3  | +2 | 33.3% |

### Játékvezetői statisztika
| Játékvezető     | Mérkőzés | Gy | D | V | Sárga lap | kiállítva | GY%  |
| --------------- | -------- | -- | - | - | --------- | --------- | ---- |
| Bogár Gergő     | 5        | 2  | 0 | 3 | 17        | 1         | 40%  |
| Berke Balázs    | 5        | 1  | 2 | 2 | 13        | –         | 20%  |
| Bognár Tamás    | 5        | 1  | 4 | 0 | 13        | 2         | 20%  |
| Káprály Mihály  | 3        | 1  | 2 | 0 | 7         | 1         | 33%  |
| Antal Péter     | 3        | 0  | 0 | 3 | 2         | –         | 0%   |
| Erdős József    | 2        | 1  | 1 | 0 | 3         | –         | 50%  |
| Karakó Ferenc   | 2        | 0  | 1 | 1 | 3         | –         | 0%   |
| Pintér Csaba    | 2        | 0  | 1 | 1 | 3         | –         | 0%   |
| Rúsz Márton     | 2        | 2  | 0 | 0 | 4         | –         | 100% |
| Derdák Marcell  | 1        | 0  | 1 | 0 | 2         | –         | 0%   |
| Csonka Bence    | 1        | 0  | 1 | 0 | 3         | –         | 0%   |
| Kulcsár Katalin | 1        | 1  | 0 | 0 | 3         | –         | 100% |

### Ellenfél statisztika
| Csapat                   | Mérkőzés | Gy | D | V | RG | KG | GK | GY%   |
| ------------------------ | -------- | -- | - | - | -- | -- | -- | ----- |
| Puskás AFC               | 3        | 0  | 2 | 1 | 3  | 4  | –1 | 0%    |
| Paksi FC                 | 3        | 0  | 1 | 2 | 2  | 8  | –6 | 0%    |
| Fehérvár FC              | 3        | 2  | 1 | 0 | 7  | 3  | +4 | 66.6% |
| Ferencvárosi TC          | 3        | 0  | 1 | 2 | 0  | 3  | –3 | 0%    |
| Debreceni VSC            | 3        | 3  | 0 | 0 | 6  | 2  | +4 | 100%  |
| Kecskeméti TE            | 3        | 1  | 2 | 0 | 4  | 2  | +2 | 33.3% |
| Diósgyőri VTK            | 3        | 0  | 3 | 0 | 2  | 2  | 0  | 0%    |
| Győri ETO FC             | 3        | 0  | 1 | 2 | 2  | 6  | –4 | 0%    |
| Zalaegerszegi TE         | 3        | 1  | 1 | 1 | 3  | 2  | +1 | 33.3% |
| Nyíregyháza Spartacus FC | 3        | 1  | 2 | 0 | 3  | 2  | +1 | 33.3% |
| MTK Budapest FC          | 3        | 1  | 0 | 2 | 2  | 9  | –7 | 33.3% |

### UEFA együtthatók
Utolsó módosítás: 2024. augusztus 12. 
| Klub         | Helyezés |
| ------------ | -------- |
| Kisvárda FC  | 296      |
| Újpest FC    | 297.     |
| IFK Göteborg | 298.     |

## Mezek
| Hazai | Vendég |

Szerelés gyártója: Puma
Mezszponzor: MOL, Tippmix, 11TeamSports, Toyota Schiller

## Felkészülési mérkőzések
Edzőtáborok:
  Nyári:  Ausztria 
  Téli:   Spanyolország

### Nyári
| 2024. június 29. 15:00 |

| Komáromi FC      | 1–1               | Újpest FC      |
| ---------------- | ----------------- | -------------- |
| Tamás Nándor 39' | (1–0) Jegyzőkönyv | Dékei Márk 72' |

| Komáromszentpéter Nézőszám: 100+ |

- Komárom: Trefil – Simko, Pillár ( Adaylo'), Spiriak, Smehl – Szliacky ( Tóth'), Nagy ( Bayemi'), Spyrka – Szylvesztr ( Volesky'), Tamás ( Ganbajar'), Divis ( Rudzan') Vezetőedző: Radványi Miklós
- Újpest: Banai ( Piscitelli') – Bese ( Kovács'), Fehér ( Kaczvinszki'), Kobouri ( Babós') – Baranyai ( Simon K.'), Tajti ( Mucsányi Mi.'), Radosevic, Tamás ( Simon B.') – Ljujic ( Kollarik'), Mucsányi Má. ( Dékei'), Dékei ( Geiger') Vezetőedző: Bartosz Grzelak

| 2024. július 6. 10:30 |

| Újpest FC                            | 3–4               | Vasas SC                                                                                 |
| ------------------------------------ | ----------------- | ---------------------------------------------------------------------------------------- |
| Dékei Márk 5', 54' Matija Ljujić 18' | (3–0) Jegyzőkönyv | Aboubakar Keita 75' Mamusits Patrik 105' Zimonyi Dávid 108' (11-esből) Pintér Filip 109' |

| Tábor utcai sporttelep, Budapest Nézőszám: zártkapus |

- Újpest: Piscitelli ( Banai ') – Bese ( Kovács'), Fehér ( Kaczvinszki'), Gergényi ( Kobouri') – Simon K. ( Baranyai'), Tajti ( Mucsányi Mi.'), Geiger ( Keita'), Tamás ( Dénes') – Ljujic ( Kollarik'), Radosevic ( Simon B.') – Dékei ( Mucsányi Má.') Vezetőedző: Bartosz Grzelak
- Vasas: Vezetőedző: Gera Zoltán

| 2024. július 13. 11:00 |

| Újpest FC         | 1–1   | SV Waldhof Mannheim |
| ----------------- | ----- | ------------------- |
| Matija Ljujić 12' | (1–0) | Terrence Boyd 53'   |

| Hochkogelstadion, Euratsfeld |

- Újpest: Piscitelli – Bese, Fehér, Gergényi – Simon K., Tajti ( Simon B. 40'), Geiger, Tamás – Ljujic, Radosevic – Dékei Vezetőedző: Bartosz Grzelak
- Mannheim: Hanin - Yigit, Hoffmann, Karbstein, Voelcke - Fein, Benatelli, Abifade, Kobylanski, Arase - Boyd Vezetőedző: Marco Antwerpen

| 2024. július 13. 16:00 |

| SKN St. Pölten | 0–1               | Újpest FC                    |
| -------------- | ----------------- | ---------------------------- |
|                | (0–0) Jegyzőkönyv | Mucsányi Márk 49' (11-esből) |

| Sportzentrum auf Naturrasenplatz, Sankt Pölten |

- St. Pölten: Strasser ( Kurz') – Bauer, Thesker, Wisak, Nutz, Messerer ( Neumayer') – Sukiasyan, Keiblinger ( Sztendera'), Barlov – Shaqiri ( Amoah'), Dombaxi ( Stückler') Vezetőedző: Aleksandar Gitsov
- Újpest: Banai ( Genzler') – Kobouri ( Máté'), Eckl, Keita ( Mucsányi Mi.') – Baranyai, Árki, Mucsányi Mi. ( Nunes'), Kollarik ( Karamoko') – Csoboth ( Simon B.'), Dénes – Mucsányi Má. Vezetőedző: Bartosz Grzelak

| 2024. július 19. 17:30 |

| Újpest FC | 0–1               | El-Áhlí FC          |
| --------- | ----------------- | ------------------- |
|           | (0–1) Jegyzőkönyv | Roberto Firmino 12' |

| Holzhaider-Stadion Freistadt, Freistadt |

- Újpest: Piscitelli – Bese, Nunes ( Fehér 74'), Gergényi – Baranyai ( Simon K. 69'), Tajti ( Radosevic 69'), Geiger, Tamás ( Dénes 74') – Ljujic ( Keita 79'), Csoboth ( Mucsányi Má. 69') – Karamoko ( Dékei 74') Vezetőedző: Bartosz Grzelak
- El-Áhlí: Mendy – Majrashi, Ibanez, Al-Hamad, Bakor – Al-Johani, Al-Asmari, Mahrez – Firmino, Darisi, Al-Buraikan Vezetőedző: Matthias Jaissle

### Téli
| 2025. január 10. 12:00 |

| Újpest FC | 0–0               | Budafoki MTE |
| --------- | ----------------- | ------------ |
|           | (0–0) Jegyzőkönyv |              |

| Tábor utcai sporttelep, Budapest Nézőszám: zártkapus Játékvezető: Rúsz Márton |

- Újpest: Piscitelli ( Banai') – Baranyai N. ( Eckl'), Duarte ( Nunes'), Kaczvinszki ( Naruki'), Gergényi ( Kobouri') – Lacoux ( Onovo'), Tajti ( Mező'), Dékei ( Simon B.') – Mucsányi Má. ( Karamoko'), Dénes A. ( Simon K.'), Horváth K. ( Brodic') Vezetőedző: Bartosz Grzelak
- Budafok: Horváth A. – Fekete M., Kálnoki-Kis, Nádori, Kalmár O. – Sztojka, Szabó B. – Szűcs P., Merényi, Szerető – Elek B. 2. félidő: Ecseri – Bíró M., Lorentz, Horgosi, Kun B. – Zuigeber, Tóth G. ( Balabás'), Kovács D., Németh M., Rétyi –Vasvári ( Reho') Vezetőedző: Nikházi Márk

| 2025. január 14. 16:00 |

| Újpest FC                  | 2–1               | HNK Hajduk Split   |
| -------------------------- | ----------------- | ------------------ |
| Mamoudou Karamoko 68', 78' | (0–1) Jegyzőkönyv | Roko Brajković 13' |

| Pinatar Arena Football Center, San Pedro del Pinatar |

- Újpest: Piscitelli ( Banai 62') – Nunes ( Eckl 62'), Duarte ( Kobouri 62'), Gergényi ( Baranyai 62'), Kaczvinszki – Mező, Lacoux, Horváth ( Mucsányi Mi. 78'), Dénes ( Sarkadi 83') – Brodic ( Dékei 62'), Saponjic ( Karamoko 62') Vezetőedző: Bartosz Grzelak
- Hajduk Split: Lucic – Melnjak, Elez ( Mlacic 86'), Uremovic, Hrgovic – Rakitic, Sigur – Brajkovic ( Zudin 86'), Pukstas, Abdoulie – Livaja Vezetőedző: Gennaro Gattuso

| 2025. január 18. 16:00 |

| Újpest FC | 0–0               | WKS Śląsk Wrocław |
| --------- | ----------------- | ----------------- |
|           | (0–0) Jegyzőkönyv |                   |

| Pinatar Arena Football Center, San Pedro del Pinatar |

- Újpest: Piscitelli – Nunes, Duarte ( Eckl 80'), Kaczvinszki ( Baranyai 46'), Kobouri ( Gergényi 71') – Tajti ( Mező 71'), Lacoux ( Dékei 71'), Horváth ( Dénes 71'), Karamoko ( Mucsányi Mi. 71') – Brodic, Saponjic ( Sarkadi 71') Vezetőedző: Bartosz Grzelak
- Śląsk Wrocław: Leszczynski – Llinares ( Kurowski 62'), Szota ( Bejger 62'), Pokorny ( Baluta 62'), Zukowski ( Sharabura 62') – Schwarz ( Wolczek 62'), Matsenko ( Petrov 62'), Ortiz ( Jasper 46'), Samiec-Talar ( Rejczyk 58'), Gerstenstein ( Guercio 62') – Swierczok ( Musiolik 62') Vezetőedző: Ante Simundza

| 2025. január 10. 13:00 |

| Újpest FC                | 2–0         | FK Tekstilac Odžaci |
| ------------------------ | ----------- | ------------------- |
| Dénes Adrián Milan Tučić | Jegyzőkönyv |                     |

| Szusza Ferenc Stadion, Budapest Nézőszám: zártkapus |

- Újpest: Vezetőedző: Bartosz Grzelak
- Tekstilac: Vezetőedző: Slavko Matics

### Válogatott szüneti
| 2024. szeptember 7. 11:00 |

| Dorogi FC | 0–4               | Újpest FC                                         |
| --------- | ----------------- | ------------------------------------------------- |
|           | (0–3) Jegyzőkönyv | Vincent Onovo Tom Lacoux Mucsányi Márk Dékei Márk |

| Buzánszky Jenő Stadion, Dorog |

- Dorog: Vezetőedző: Bekő Balázs
- Újpest: Vezetőedző: Bartosz Grzelak

| 2024. október 11. 12:00 |

| Újpest FC      | 1–0               | FK IMT |
| -------------- | ----------------- | ------ |
| Fran Brodić 8' | (1–0) Jegyzőkönyv |        |

| Tábor utcai sporttelep, Budapest |

- Újpest: Banai – Baranyai, Duarte ( Babós 61'), Kobouri – Simon ( Bese 61'), Dékei ( Kollarik 82'), Onovo, Ljujic ( Lacoux 61'), Gergényi ( Sarkadi 70') – Brodic ( Tajti 61'), Dénes Vezetőedző: Bartosz Grzelak
- IMT: Vuklis – Batisse, Bastaja, Glisic – Krstovic ( Spremo'), Stevanovic, Radocaj, Court ( Zulfic') – Lukovic, Jovic  Vezetőedző: Milan Djordjevics

| 2024. november 14. 11:00 |

| FC Blau-Weiß Linz                                     | 3–3               | Újpest FC                                            |
| ----------------------------------------------------- | ----------------- | ---------------------------------------------------- |
| Alexander Schmidt 51' Paul Mensah 58' Simon Seidl 68' | (0–3) Jegyzőkönyv | Mamoudou Karamoko 8' Dénes Adrián 14' João Nunes 22' |

| Donauparkstadion, Linz Nézőszám: zártkapus |

- Linz: Vezetőedző: Gerald Scheiblehner
- Újpest: Piscitelli – Baranyai ( Máté 83'), Joao Nunes, Kobouri, Kaczvinszki ( Eckl 83') – Dékei ( Onovo 64') Lacoux – Dénes, Ljujic, Karamoko ( Mucsányi Má. 64') – Brodic ( Sarkadi 83') Vezetőedző: Bartosz Grzelak

| 2025. március 21. 14:00 |

| FC DAC 1904                                               | 4–2               | Újpest FC                          |
| --------------------------------------------------------- | ----------------- | ---------------------------------- |
| Matej Trusa 14', 48' Christián Herc 20' Alioune Sylla 52' | (2–1) Jegyzőkönyv | Matija Ljujić 36' Tajti Mátyás 62' |

| MOL Akadémia, Dunaszerdahely Nézőszám: ? Játékvezető: Michal Smolak |

- Dunaszerdahely: Filipe - Kapanadze ( Blasko 57'), Kacharaba ( Brunetti 46'), Modesto, Mendez - Tuboly, Dimun ( Udvaros 77'), Herc ( Barisic 57') - Sylla ( Koncz 67'), Trusa ( Sárközy 84'), Bassey ( Redzic 77') Vezetőedző: Branislav Fodrek
- Újpest: Banai - Nunes, Duarte, Kobouri ( Máté 84') - Bese ( Simon 77'), Rasak ( Onovo 46'), Lacoux ( Mucsányi Mi. 77'), Tajti ( Geiger 64'), Gergényi ( Tucic 46') - Brodic ( Karamoko 46'), Ljujić ( Ganea 46') Vezetőedző: Bartosz Grzelak

## OTP Bank Liga
| Hely. | Csapat                 | M  | Gy | D  | V  | G+ | G– | Gk  | P  | Továbbjutás vagy kiesés                |
| ----- | ---------------------- | -- | -- | -- | -- | -- | -- | --- | -- | -------------------------------------- |
| 1.    | FerencvárosCV (B)      | 33 | 20 | 9  | 4  | 64 | 31 | +33 | 69 | UEFA Bajnokok Ligája, selejtezőkör     |
| 2.    | Puskás Akadémia        | 33 | 20 | 6  | 7  | 58 | 38 | +20 | 66 | UEFA Konferencia Liga, 2. selejtezőkör |
| 3.    | Paks (C)               | 33 | 16 | 9  | 8  | 65 | 47 | +18 | 57 | Európa-liga, 1. selejtezőkör           |
| 4.    | Győri ETOÚ             | 33 | 14 | 11 | 8  | 49 | 37 | +12 | 53 | UEFA Konferencia Liga, 2. selejtezőkör |
| 5.    | MTK Budapest           | 33 | 13 | 7  | 13 | 53 | 47 | +6  | 46 |                                        |
| 6.    | Diósgyőri VTK          | 33 | 11 | 11 | 11 | 43 | 51 | −8  | 44 |                                        |
| 7.    | Újpest                 | 33 | 9  | 14 | 10 | 38 | 44 | −6  | 41 |                                        |
| 8.    | Nyíregyháza SpartacusÚ | 33 | 9  | 9  | 15 | 31 | 52 | −21 | 36 |                                        |
| 9.    | Debreceni VSC          | 33 | 9  | 7  | 17 | 52 | 59 | −7  | 34 |                                        |
| 10.   | Zalaegerszegi TE       | 33 | 7  | 13 | 13 | 35 | 42 | −7  | 34 |                                        |
| 11.   | Fehérvár (K)           | 33 | 8  | 7  | 18 | 34 | 52 | −18 | 31 | NB II                                  |
| 12.   | Kecskeméti TE (K)      | 33 | 4  | 13 | 16 | 31 | 53 | −22 | 25 | NB II                                  |

### Eredmények
H: Hazai | I: Idegenbeli | S: Semleges
|             | Forduló                  | Ellenfél                     | Helyszín | Eredmény    |                          | Forduló                           | Ellenfél | Helyszín    | Eredmény                 |                              | Forduló | Ellenfél | Helyszín | Eredmény |  |
| ----------- | ------------------------ | ---------------------------- | -------- | ----------- | ------------------------ | --------------------------------- | -------- | ----------- | ------------------------ | ---------------------------- | ------- | -------- | -------- | -------- |  |
| 1. forduló  | Puskás Akadémia FC       | Szusza Ferenc Stadion (H)    | 1–2      | 12. forduló | Puskás Akadémia FC       | Pancho Aréna (I)                  | 1–1      | 23. forduló | Puskás Akadémia FC       | Szusza Ferenc Stadion (H)    | 1–1     |          |          |          |  |
| 2. forduló  | Paksi FC                 | Fehérvári úti stadion (I)    | 1–2      | 13. forduló | Paksi FC                 | Szusza Ferenc Stadion (H)         | 0–0      | 24. forduló | Paksi FC                 | Fehérvári úti stadion (I)    | 1–6     |          |          |          |  |
| 3. forduló  | Fehérvár FC              | Szusza Ferenc Stadion (H)    | 4–1      | 14. forduló | Fehérvár FC              | Sóstói Stadion (I)                | 1–0      | 25. forduló | Fehérvár FC              | Szusza Ferenc Stadion (H)    | 2–2     |          |          |          |  |
| 4. forduló  | Ferencvárosi TC          | Groupama Aréna (I)           | 0–1      | 15. forduló | Ferencvárosi TC          | Szusza Ferenc Stadion (H)         | 0–0      | 26. forduló | Ferencvárosi TC          | Groupama Aréna (I)           | 0–2     |          |          |          |  |
| 5. forduló  | Debreceni VSC            | Szusza Ferenc Stadion (H)    | 3–0      | 16. forduló | Debreceni VSC            | Nagyerdei stadion (I)             | 2–1      | 27. forduló | Debreceni VSC            | Szusza Ferenc Stadion (H)    | 2–1     |          |          |          |  |
| 6. forduló  | Kecskeméti TE            | Széktói Stadion (I)          | 3–1      | 17. forduló | Kecskeméti TE            | Szusza Ferenc Stadion (H)         | 1–1      | 28. forduló | Kecskeméti TE            | Széktói Stadion (I)          | 0–0     |          |          |          |  |
| 7. forduló  | Diósgyőri VTK            | Szusza Ferenc Stadion (H)    | 0–0      | 18. forduló | Diósgyőri VTK            | DVTK-stadion (I)                  | 1–1      | 29. forduló | Diósgyőri VTK            | Szusza Ferenc Stadion (H)    | 1–1     |          |          |          |  |
| 8. forduló  | Győri ETO FC             | Szusza Ferenc Stadion (H)    | 0–0      | 19. forduló | Győri ETO FC             | ETO Park (I)                      | 0–3      | 30. forduló | Győri ETO FC             | Szusza Ferenc Stadion (H)    | 2–3     |          |          |          |  |
| 9. forduló  | Zalaegerszegi TE FC      | ZTE Aréna (I)                | 2–0      | 20. forduló | Zalaegerszegi TE FC      | Szusza Ferenc Stadion (H)         | 1–2      | 31. forduló | Zalaegerszegi TE FC      | ZTE Aréna (I)                | 0–0     |          |          |          |  |
| 10. forduló | Nyíregyháza Spartacus FC | Szusza Ferenc Stadion (H)    | 1–0      | 21. forduló | Nyíregyháza Spartacus FC | Új Nyíregyháza Városi Stadion (I) | 0–0      | 32. forduló | Nyíregyháza Spartacus FC | Szusza Ferenc Stadion (H)    | 2–2     |          |          |          |  |
| 11. forduló | MTK Budapest FC          | Hidegkuti Nándor Stadion (I) | 1–4      | 22. forduló | MTK Budapest FC          | Szusza Ferenc Stadion (H)         | 1–5      | 33. forduló | MTK Budapest FC          | Hidegkuti Nándor Stadion (I) | 3–1     |          |          |          |  |
|             |                          |                              |          |             |                          |                                   |          |             |                          |                              |         |          |          |          |  |

### Nézőszámok

#### Hazai nézőszámok
Növekvő sorrendben | *-al jelölt teltház
| Ellenfél                 | Forduló     | Nézőszám  |
| ------------------------ | ----------- | --------- |
| Ferencvárosi TC          | 15. forduló | 10 273    |
| Puskás AFC               | 1. forduló  | 9112      |
| Diósgyőri VTK            | 7. forduló  | 8562      |
| Győri ETO FC             | 8. forduló  | 7120      |
| Nyíregyháza Spartacus FC | 10. forduló | 6039      |
| Debreceni VSC            | 5. forduló  | 5779      |
| Debreceni VSC            | 27. forduló | 5502      |
| Paksi FC                 | 13. forduló | 5241      |
| Nyíregyháza Spartacus FC | 32. forduló | 5196      |
| Diósgyőri VTK            | 29. forduló | 5187      |
| Fehérvár FC              | 3. forduló  | 5118      |
| Fehérvár FC              | 25. forduló | 5074      |
| Győri ETO FC             | 30. forduló | 4952      |
| Zalaegerszegi TE         | 20. forduló | 4082      |
| Puskás AFC               | 23. forduló | 3807      |
| MTK Budapest FC          | 22. forduló | 3702      |
| Kecskeméti TE            | 17. forduló | zártkapus |
| Összesen                 | Összesen    | 94 746    |

#### Idegenbeli nézőszámok
Növekvő sorrendben | *-al jelölt teltház
| Ellenfél                 | Forduló     | Nézőszám |
| ------------------------ | ----------- | -------- |
| Ferencvárosi TC          | 26. forduló | 18 774   |
| Ferencvárosi TC          | 4. forduló  | 18 751   |
| Diósgyőri VTK            | 18. forduló | 6142     |
| Zalaegerszegi TE         | 9. forduló  | 4974     |
| Nyíregyháza Spartacus FC | 21. forduló | 4892     |
| Kecskeméti TE            | 6. forduló  | 4743     |
| Győri ETO FC             | 19. forduló | 4380     |
| Debreceni VSC            | 16. forduló | 4332     |
| MTK Budapest FC          | 11. forduló | 4035     |
| Zalaegerszegi TE         | 31. forduló | 3780     |
| Paksi FC                 | 2. forduló  | 3765     |
| Paksi FC                 | 24. forduló | 3611     |
| Fehérvár FC              | 14. forduló | 3505     |
| Kecskeméti TE            | 28. forduló | 2864     |
| MTK Budapest FC          | 33. forduló | 2855     |
| Puskás AFC               | 12. forduló | 2320     |
| Összesen                 | Összesen    | 93 753   |

### Mérkőzések

#### Őszi szezon

##### 1. forduló
| 2024. július 28. 18:50 1. forduló |

| Újpest FC         | 1–2               | Puskás Akadémia FC    |
| ----------------- | ----------------- | --------------------- |
| Matija Ljujić 58' | (0–0) Jegyzőkönyv | Lamin Colley 54', 59' |

| Szusza Ferenc Stadion, Budapest Nézőszám: 9112 Játékvezető: Bogár Gergő |

- Újpest: Piscitelli – Bese, Nunes, Gergényi – Simon ( Mucsányi Má. 67'), Tajti ( Keita 88'), Geiger ( Dékei 61'), Tamás ( Dénes 67') – Csoboth, Ljujic ( Radosevics 88') – Karamoko Vezetőedző: Bartosz Grzelak
- Felcsút: Pécsi – Maceiras, Szolnoki, Golla, Stronati – Plsek, Nissila, Nagy Zs. ( Markgráf 92') – Ormonde-Ottewill, Coley ( Puljic 93'), Soisalo ( Komáromi 84') Vezetőedző: Hornyák Zsolt

##### 2. forduló
| 2024. augusztus 4. 18:50 2. forduló |

| Paksi FC                            | 2–1               | Újpest FC         |
| ----------------------------------- | ----------------- | ----------------- |
| João Nunes 36' Windecker József 92' | (1–0) Jegyzőkönyv | Matija Ljujić 81' |

| Fehérvári úti stadion, Paks Nézőszám: 3765 Játékvezető: Karakó Ferenc |

- Paks: Szappanos – Ötvös, Kinyik, Silye ( Horváth K. 85') – Kovács K., Mezei ( Vécsei 75'), Papp K. ( Windecker 60'), Balogh B., Lenzsér – Tóth B. ( Böde 60'), Szabó B. ( Zimonyi 75') Vezetőedző: Bognár György
- Újpest: Piscitelli – Bese, Nunes, Gergényi – Baranyai ( Simon K. 63'), Tajti, Radosevics ( Brodic 46'), Tamás – Dékei ( Geiger 46'), Ljujic ( Mucsányi Má. 91') – Karamoko Vezetőedző: Bartosz Grzelak

##### 3. forduló
| 2024. augusztus 11. 18:00 3. forduló |

| Újpest FC                                                           | 4–1               | Fehérvár FC       |
| ------------------------------------------------------------------- | ----------------- | ----------------- |
| Matija Ljujić 24' Fran Brodić 42' João Nunes 45+2' Tajti Mátyás 53' | (3–0) Jegyzőkönyv | Kovács Patrik 90' |

| Szusza Ferenc Stadion, Budapest Nézőszám: 5518 Játékvezető: Berke Balázs |

- Újpest: Piscitelli – Bese ( Babós 82'), Nunes, Gergényi – Baranyai ( Simon K. 55'), Ljujic ( Dénes 71'), Tajti, Geiger ( Radosevics 55'), Tamás K. – Karamoko ( Mucsányi Má. 82'), Brodic Vezetőedző: Bartosz Grzelak
- Fehérvár: Tóth B. – Milicsevics, Spandler, Szerafimov, Huszti – Katona M. ( Kovács M. 46'), Christensen ( Stefanelli 70'), Csongvai, Melnyik ( Bedi 46'), Pető ( Babos 70') – Gradisar ( Kovács P. 46') Vezetőedző: Pető Tamás

##### 4. forduló
| 2024. augusztus 17. 19:30 4. forduló |

| Ferencvárosi TC                          | 1–0               | Újpest FC |
| ---------------------------------------- | ----------------- | --------- |
| Tosin Kehinde 92' Mohammed Abu Fani 102′ | (0–0) Jegyzőkönyv |           |

| Groupama Aréna, Budapest Nézőszám: 18751 Játékvezető: Bogár Gergő |

- Ferencváros: Dibusz – Makreckis, Cissé, Raul Gustavo, Ramírez – Abu Fani ( Pappoe 78'), Rommens ( Maiga 61'), Zachariassen ( Borges 78') – Gruber ( Kehinde 61'), Varga B., Ben Romdhane ( Traoré 61') Vezetőedző: Pascal Jansen
- Újpest: Piscitelli – Duarte, Nunes, Gergényi – Bese, Tajti ( Radosevics 81'), Geiger ( Tóth Á. 93'), Ljujic ( Dénes 93'), Tamás – Mucsányi Má. ( Keita 60'), Brodic Vezetőedző: Bartosz Grzelak

##### 5. forduló
| 2024. augusztus 23. 20:00 5. forduló |

| Újpest FC                                                      | 3–0               | Debreceni VSC |
| -------------------------------------------------------------- | ----------------- | ------------- |
| Bese Barnabás 20' Matija Ljujić 29' Fran Brodić 52' (11-esből) | (2–0) Jegyzőkönyv |               |

| Szusza Ferenc Stadion, Budapest Nézőszám: 5779 Játékvezető: Káprály Mihály |

- Újpest: Piscitelli – Duarte, Nunes, Gergényi – Bese ( Baranyai 84'), Tajti ( Lacoux 77'), Geiger, Ljujic ( Onovo 84'), Tamás ( Kobouri 84') – Mucsányi Má. ( Dékei 84') – Brodic Vezetőedző: Bartosz Grzelak
- Debrecen: Megyeri – Stojkovic, Dreskovic, Lagator, Ferenczi – Szűcs, Sagojan ( Vajda 54') – Braga ( Szuhodovszki 54'), Dzsudzsák ( Szécsi 70'), Domingues – Silué Vezetőedző: Srdjan Blagojevics

##### 6. forduló
| 2024. szeptember 1. 15:00 6. forduló |

| Kecskeméti TE      | 1–3               | Újpest FC                                           |
| ------------------ | ----------------- | --------------------------------------------------- |
| Katona Levente 34' | (1–1) Jegyzőkönyv | Mucsányi Márk 34' Fran Brodić 64' Matija Ljujić 76' |

| Széktói Stadion, Kecskemét Nézőszám: 4743 Játékvezető: Erdős József |

- Kecskemét: Varga B. – Májer, Szabó A. ( Nagy K. 81'), Belényesi, Katona L., Zeke – Nikitscher, Vágó, Zsótér ( Meszhi 66') – Lukács ( Katona B. 59'), Pálinkás ( Vattay 81') Vezetőedző: Szabó István
- Újpest: Piscitelli – Bese, Nunes, Duarte, Gergényi, Tamás ( Fiola 85') – Tajti ( Lacoux 46'), Ljujic, Geiger ( Onovo 75') – Brodic ( Dénes 85'), Mucsányi Má. ( Horváth K. 59') Vezetőedző: Bartosz Grzelak

##### 7. forduló
| 2024. szeptember 21. 17:00 7. forduló |

| Újpest FC      | 0–0               | Diósgyőri VTK |
| -------------- | ----------------- | ------------- |
| Tom Lacoux 78′ | (0–0) Jegyzőkönyv |               |

| Szusza Ferenc Stadion, Budapest Nézőszám: 8562 Játékvezető: Bognár Tamás |

- Újpest: Piscitelli – Bese, Nunes, Duarte, Fiola, Tamás ( Mucsányi Má. 74') – Ljujic, Lacoux, Geiger ( Karamoko 62') – Brodic, Horváth K. Vezetőedző: Bartosz Grzelak
- Diósgyőr: Sentic – Csorbadzsijszkij, Szatmári, Lund ( Bárdos 73'), Sanicanin – Vallejo – Jurek ( Franchu 63'), Holdampf ( Pozeg-Vancas 87'), Klimovics, Gera – Edomwonyi ( Rakonjac 73') Vezetőedző: Vladimir Radenkovics

##### 8. forduló
| 2024. szeptember 27. 20:00 8. forduló |

| Újpest FC | 0–0               | Győri ETO FC |
| --------- | ----------------- | ------------ |
|           | (0–0) Jegyzőkönyv |              |

| Szusza Ferenc Stadion, Budapest Nézőszám: 7120 Játékvezető: Csonka Bence 77' \| Káprály Mihály 77' |

- Újpest: Piscitelli – Bese, Nunes, Duarte, Fiola, Tamás ( Dénes 79') – Dékei ( Karamoko 55'), Helmich, Horváth ( Onovo 79') – Brodic, Ljujic Vezetőedző: Bartosz Grzelak
- Győr: Gyurákovics – Bitri, Szépe, Heitor – Vera ( Kása 90'), Ouro, Tóth R., Stefulj – Gavric, Benbuali ( Krivokapic 95'), Szahli ( Diarra 90') Vezetőedző: Borbély Balázs

##### 9. forduló
| 2024. október 6. 15:30 9. forduló |

| Zalaegerszegi TE FC | 0–2               | Újpest FC                                   |
| ------------------- | ----------------- | ------------------------------------------- |
|                     | (0–2) Jegyzőkönyv | Fran Brodić 7' Matija Ljujić 17' (11-esből) |

| ZTE Aréna, Zalaegerszeg Nézőszám: 4974 Játékvezető: Bognár Tamás |

- Zalaegerszeg: Gundel-Takács – Szendrei, Evangelu, Várkonyi, Medgyes, Mim – Bakti ( Krajcsovics 71'), Sankovic, Kiss B. ( Ipalibo 46') – Dénes Cs. ( Németh D. 81'), Fucak ( Croizet 46') Vezetőedző: Márton Gábor
- Újpest: Piscitelli – Bese, Nunes, Duarte, Fiola, Tamás ( Gergényi 74') – Ljujic ( Geiger 87'), Lacoux, Helmich ( Onovo 60') – Brodic, Horváth K. ( Mucsányi Má. 60') Vezetőedző: Bartosz Grzelak

##### 10. forduló
| 2024. október 19. 19:30 10. forduló |

| Újpest FC        | 1–0               | Nyíregyháza Spartacus FC |
| ---------------- | ----------------- | ------------------------ |
| André Duarte 90' | (0–0) Jegyzőkönyv |                          |

| Szusza Ferenc Stadion, Budapest Nézőszám: 6039 Játékvezető: Rúsz Márton |

- Újpest: Piscitelli – Nunes, Duarte, Fiola – Bese, Lacoux ( Onovo 60'), Geiger ( Horváth K. 46'), Gergényi ( Tamás 61') – Brodic, Ljujic, Dénes ( Mucsányi Má. 61') Vezetőedző: Bartosz Grzelak
- Nyíregyháza: Tóth B. – Alaxai, Gengeliczki, Keresztes – Navrátil ( Pinte 66'), Keita, Toma ( Eppel 75'), Nagy B. – Kovácsréti, Ramos ( Beke 75'), Nagy D. Vezetőedző: Tímár Krisztián

##### 11. forduló
| 2024. október 26. 20:45 11. forduló |

| MTK Budapest FC                                                           | 4–1               | Újpest FC        |
| ------------------------------------------------------------------------- | ----------------- | ---------------- |
| Marin Jurina 18' André Duarte 56' Kosznovszky Márk 66' Molnár Rajmund 71' | (1–1) Jegyzőkönyv | Mucsányi Márk 2' |

| Hidegkuti Nándor Stadion, Budapest Nézőszám: 4035 Játékvezető: Antal Péter |

- MTK: Demjén – Hej, Beriasvili ( Szőke 86'), Kádár, Antonov ( Nagy Zs. 75') – Kata, Kosznovszky – Molnár Á., Bognár ( Végh 80'), Molnár R. ( Polievka 80') – Jurina ( Németh K. 75') Vezetőedző: Horváth Dávid
- Újpest: Piscitelli – Nunes, Duarte, Fiola – Bese ( Simon 36'), Mucsányi Má., Lacoux ( Onovo 71'), Tamás ( Dénes 71') – Ljujic – Brodic ( Dékei 77'), Horváth K. ( Geiger 77') Vezetőedző: Bartosz Grzelak

##### 12. forduló
| 2024. november 2. 16:30 12. forduló |

| Puskás Akadémia FC | 1–1               | Újpest FC         |
| ------------------ | ----------------- | ----------------- |
| Lamin Colley 6'    | (1–1) Jegyzőkönyv | Mucsányi Márk 41' |

| Pancho Aréna, Felcsút Nézőszám: 2320 Játékvezető: Bognár Tamás |

- Felcsút: Pécsi – Maceiras, Golla, Stronati, Favorov – Szolnoki, Nissilä ( Kerezsi 83'), L. Duarte – Soisalo ( Levi 70'), Nagy Zs. – Colley Vezetőedző: Hornyák Zsolt
- Újpest: Piscitelli – Nunes, A. Duarte, Fiola – Mucsányi Má. ( Karamoko 63'), Geiger ( Tajti 75'), Onovo ( Lacoux 82'), Gergényi ( Kobouri 82') – Ljujic, Horváth K. – Brodic Vezetőedző: Bartosz Grzelak

##### 13. forduló
| 2024. november 9. 18:30 13. forduló |

| Újpest FC | 0–0               | Paksi FC |
| --------- | ----------------- | -------- |
|           | (0–0) Jegyzőkönyv |          |

| Szusza Ferenc Stadion, Budapest Nézőszám: 5241 Játékvezető: Pintér Csaba |

- Újpest: Piscitelli – Fiola, Nunes, Duarte, Koburi ( Gergényi 65') – Onovo ( Lacoux 83'), Geiger ( Tajti 61') – Mucsányi Má. ( Karamoko 61'), Ljujic ( Dékei 83'), Horváth K. – Brodic Vezetőedző: Bartosz Grzelak
- Paks: Kovácsik – Osváth, Ötvös, Kinyik, Lenzsér, Silye ( Varga R. 76') – Mezei ( Győrfi 65'), Vécsei, Papp – Windecker, Tóth B. ( Böde 76') Vezetőedző: Bognár György

##### 14. forduló
| 2024. november 23. 18:30 14. forduló |

| Fehérvár FC | 0–1               | Újpest FC        |
| ----------- | ----------------- | ---------------- |
|             | (0–0) Jegyzőkönyv | Tajti Mátyás 64' |

| Sóstói Stadion, Székesfehérvár Nézőszám: 3505 Játékvezető: Bogár Gergő |

- Fehérvár: Nagy G. – Simut ( Milicevic 61'), Huszti, Serafimov, Spandler, Holender ( Szabó B. 76') – Katona M. ( Stefanelli 61'), Pető ( Kovács P. 71'), Csongvai, Kalmár – Gradisar Vezetőedző: Pető Tamás
- Újpest: Piscitelli – Fiola, Duarte, Nunes, Koburi – Tajti ( Lacoux 70'), Onovo ( Gergényi 85') – Mucsányi Má. ( Horváth K. 59'), Ljujic ( Geiger 85'), Dénes ( Karamoko 70') – Brodic Vezetőedző: Bartosz Grzelak

##### 15. forduló
| 2024. december 1. 19:30 15. forduló |

| Újpest FC | 0–0               | Ferencvárosi TC |
| --------- | ----------------- | --------------- |
|           | (0–0) Jegyzőkönyv |                 |

| Szusza Ferenc Stadion, Budapest Nézőszám: 10273 Játékvezető: Berke Balázs |

- Újpest: Piscitelli – Fiola, Duarte, Nunes, Kobouri ( Gergényi 92') – Onovo ( Lacoux 46'), Tajti ( Geiger 69') – Ljujic ( Mucsányi Má. 73'), Dénes A. ( Dékei 92'), Horváth K. – Brodic Vezetőedző: Bartosz Grzelak
- Ferencváros: Dibusz – Makreckis, Cissé, Gartenmann, Ramírez – Maiga, Abu Fani ( Rommens 65') – Zachariassen ( Saldanha 79'), Ben Romdhane ( Kehinde 64'), Traoré – Varga B. ( Pesic 78') Vezetőedző: Pascal Jansen

##### 16. forduló
| 2024. december 8. 17:00 16. forduló |

| Debreceni VSC                         | 1–2               | Újpest FC                      |
| ------------------------------------- | ----------------- | ------------------------------ |
| Szécsi Márk 53' Brandon Dominguès 57′ | (0–1) Jegyzőkönyv | Fran Brodić 13' Tom Lacoux 67' |

| Nagyerdei stadion, Debrecen Nézőszám: 4332 Játékvezető: Bogár Gergő |

- Debrecen: Megyeri – Szécsi, Dreskovic, Pellumbi, Ferenczi – Lagator, Szűcs ( Sagojan 89') – Domingues, Dzsudzsák, Braga ( Kocsis D. 46') – Bárány ( Kaye 89') Vezetőedző: Nestor El Maestro
- Újpest: Piscitelli ( Banai 73') – Fiola, Nunes, Duarte, Koburi ( Gergényi 58') – Tajti, Onovo ( Lacoux 58') – Mucsányi Má., Brodic, Horváth K. – Dénes ( Dékei 64') Vezetőedző: Bartosz Grzelak

##### 17. forduló
| 2024. december 15. 13:00 17. forduló |

| Újpest FC        | 1–1               | Kecskeméti TE    |
| ---------------- | ----------------- | ---------------- |
| Dénes Adrián 48' | (0–1) Jegyzőkönyv | Zsótér Donát 46' |

| Szusza Ferenc Stadion, Budapest Nézőszám: zártkapus Játékvezető: Karakó Ferenc |

- Újpest: Piscitelli – Fiola, Baranyai, Duarte, Koburi – Lacoux, Tajti – Mucsányi Má. ( Dékei 78'), Brodic, Horváth K. – Dénes Vezetőedző: Bartosz Grzelak
- Kecskemét: Kersák – Berki, Szabó A., Belényesi, Katona L., Zeke – Zsótér ( Meszhi 82'), Nikitscher, Kovács B. ( Nagy K. 61') – Pálinkás ( Montiel 76'), Lukács Vezetőedző: Gera Zoltán

##### 18. forduló
| 2025. február 1. 19:30 18. forduló |

| Diósgyőri VTK      | 1–1               | Újpest FC                                     |
| ------------------ | ----------------- | --------------------------------------------- |
| Szatmári Csaba 56' | (0–1) Jegyzőkönyv | Mamoudou Karamoko 21' Kaczvinszki Dominik 66′ |

| DVTK-stadion, Miskolc Nézőszám: 6142 Játékvezető: Káprály Mihály |

- Diósgyőr: Danilovic – Szatmári ( Rakonjac 67'), Lund, Bárdos, Sanicanin – Vallejo ( Bényei 91'), Klimovics ( Tiéhi 46') – Acolatse, Gera D., Jurek ( Pozeg Vancas 78') – Edomwonyi Vezetőedző: Vladimir Radenkovics
- Újpest: Piscitelli – Nunes, Duarte, Kaczvinszki, Gergényi – Horváth K. ( Kobouri 68'), Rasak ( Onovo 87'), Lacoux, Karamoko ( Dénes 75') – Tucic, Brodic ( Tajti 88') Vezetőedző: Bartosz Grzelak

##### 19. forduló
| 2025. február 8. 19:30 19. forduló |

| Győri ETO FC                                                  | 3–0               | Újpest FC |
| ------------------------------------------------------------- | ----------------- | --------- |
| Željko Gavrić 8' Ahmed Nadhir Benbouali 41' Claudiu Bumba 76' | (2–0) Jegyzőkönyv |           |

| ETO Park, Győr Nézőszám: 4380 Játékvezető: Antal Péter |

- Győr: Petrás – Marku, Heitor, Krpic, Stefulj – Tóth R. ( Vingler 78'), Anton – Vitális ( Décsy 87'), Gavric ( Bánáti 87'), Bumba – Benbuali ( Nije 91') Vezetőedző: Borbély Balázs
- Újpest: Piscitelli – Nunes, Duarte, Kobouri, Gergényi – Karamoko ( Sarkadi 87'), Lacoux, Brodic ( Dékei 82'), Rasak ( Ljujic 75'), Horváth K. ( Dénes 46') – Tucic Vezetőedző: Bartosz Grzelak

##### 20. forduló
| 2025. február 16. 15:30 20. forduló |

| Újpest FC                            | 1–2               | Zalaegerszegi TE FC                                  |
| ------------------------------------ | ----------------- | ---------------------------------------------------- |
| Mamoudou Karamoko 17' Tom Lacoux 75′ | (1–0) Jegyzőkönyv | Dénes Vilmos 83' Sinan Medgyes 94' Almási László 98′ |

| Szusza Ferenc Stadion, Budapest Nézőszám: 4082 Játékvezető: Bogár Gergő |

- Újpest: Piscitelli – Koburi ( Fiola 62'), Nunes, Duarte, Kaczvinszki – Rasak, Lacoux – Dénes A. ( Beridze 70'), Tucic, Brodic ( Tajti 78'), Karamoko ( Horváth K. 78') Vezetőedző: Bartosz Grzelak
- Zalaegerszeg: Gundel-Takács – Nyíri ( Medgyes 46'), Evangelu, Várkonyi, Szendrei – Esiti ( Kiss B. 66') – Dénes V., Csonka ( Bakti 46'), Sankovic, Sajbán ( Mim 46') – Croizet ( Almási 74') Vezetőedző: Márton Gábor

##### 21. forduló
| 2025. február 22. 19:30 21. forduló |

| Nyíregyháza Spartacus FC | 0–0               | Újpest FC |
| ------------------------ | ----------------- | --------- |
| Nagy Dominik 24′         | (0–0) Jegyzőkönyv |           |

| Új Nyíregyháza Városi Stadion, Nyíregyháza Nézőszám: 4892 Játékvezető: Berke Balázs |

- Nyíregyháza: Tóth B. – Korrea, Alaxai, Keresztes – Kovács K. ( Benczenleitner 66'), Kovács M., Kvekveszkiri ( Keita 41'), Nagy B. – Nagy D., Eppel ( Babic 41', Marong 75'), Kovácsréti ( Deaconu 75') Vezetőedző: Tímár Krisztián
- Újpest: Piscitelli – Nunes ( Geiger 78'), Duarte, Kaczvinszki, Koburi ( Gergényi 64') – Rasak, Ljujic ( Tajti 85') – Horváth K. ( Beridze 64'), Brodic, Karamoko – Tucic ( Mucsányi Má. 78') Vezetőedző: Bartosz Grzelak

##### 22. forduló
| 2025. március 1. 19:30 22. forduló |

| Újpest FC       | 1–4               | MTK Budapest FC                                                                                             |
| --------------- | ----------------- | --- |
| Fran Brodić 56' | (0–1) Jegyzőkönyv | Molnár Rajmund 38' (11-esből) Marin Jurina 60' Gruber Zsombor 64' Varju Benedek 72' Kaczvinszki Dominik 77' |

| Szusza Ferenc Stadion, Budapest Nézőszám: 3702 Játékvezető: Pintér Csaba |

- Újpest: Piscitelli – Babós ( Bese 67'), Fiola, Kaczvinszki, Gergényi – Lacoux ( Dékei 67'), Rasak ( Geiger 75') – Mucsányi Má. ( Dénes 46'), Horváth K., Beridze ( Sarkadi 75') – Brodic Vezetőedző: Bartosz Grzelak
- MTK: Demjén – Hei ( Bene 83'), Varju, Kádár, Kovács P. – Kata – Gruber, Kosznovszky ( Stieber 83'), Horváth A. ( Végh 76'), Molnár R. ( Molnár Á. 83') – Jurina ( Kenesi N. 86') Vezetőedző: Horváth Dávid

##### 23. forduló
| 2025. március 9. 15:30 23. forduló |

| Újpest FC       | 1–1               | Puskás Akadémia FC |
| --------------- | ----------------- | ------------------ |
| Fran Brodić 59' | (0–0) Jegyzőkönyv | Lamin Colley 54'   |

| Szusza Ferenc Stadion, Budapest Nézőszám: 3807 Játékvezető: Káprály Mihály |

- Újpest: Piscitelli – Nunes, A. Duarte, Fiola, Gergényi – Bese, Rasak – Ljujic ( Tucic 55'), Ganea ( Lacoux 80'), Horváth – Brodic Vezetőedző: Bartosz Grzelak
- Felcsút: Pécsi – Maceiras, Harutjunjan, Stronati, Golla – Favorov, Plsek ( L. Duarte 69') – Levi, Kerezsi ( Soisalo 69'), Nagy Zs. – Colley ( Fameyeh 87') Vezetőedző: Hornyák Zsolt

##### 24. forduló
| 2025. március 14. 20:30 24. forduló |

| Paksi FC                                                            | 6–1               | Újpest FC      |
| ------------------------------------------------------------------- | ----------------- | -------------- |
| Tóth Barna 25', 48', 52', 68' Mezei Szabolcs 57' Hinora Kristóf 90' | (1–1) Jegyzőkönyv | Fran Brodić 9' |

| Fehérvári úti stadion, Paks Nézőszám: 3611 Játékvezető: Berke Balázs |

- Paks: Szappanos – Lenzsér ( Böde 75'), Vas, Szabó J. – Osváth, Mezei, Vécsei ( Haraszti 69'), Ötvös, Silye – Papp, Tóth B. ( Hinora 84') Vezetőedző: Bognár György
- Újpest: Piscitelli – Fiola, Bese, Duarte, Nunes, Gergényi ( Beridze 56') – Ljujic ( Tucic 74'), Rasak ( Tajti 55'), Horváth K. ( Karamoko 56') – Brodic, Ganea ( Kobouri 31') Vezetőedző: Bartosz Grzelak

##### 25. forduló
| 2025. március 30. 14:30 25. forduló |

| Újpest FC                                     | 2–2               | Fehérvár FC                        |
| --------------------------------------------- | ----------------- | ---------------------------------- |
| Bese Barnabás 22' Bohdan Olehovics Melnik 40' | (2–0) Jegyzőkönyv | Ivan Šaponjić 58' Szabó Bálint 92' |

| Szusza Ferenc Stadion, Budapest Nézőszám: 5074 Játékvezető: Bognár Tamás |

- Újpest: Piscitelli – Bese, Nunes, Duarte, Gergényi – Lacoux, Fiola – Ljujic ( Rasak 55'), Horváth K. ( Geiger 73'), Brodic ( Ganea 80') – Karamoko ( Beridze 73') Vezetőedző: Bartosz Grzelak
- Fehérvár: Dala – Serafimov ( Bedi 82'), Petrov, Kalandadze, Milicevic – Katona M. ( Stefanelli 46'), Szabó B., Pető ( Sekularac 72'), Melnyik, Holender ( Kovács M. 55') – Saponjic Vezetőedző: Pető Tamás

##### 26. forduló
| 2025. április 6. 19:00 26. forduló |

| Ferencvárosi TC                      | 2–0               | Újpest FC |
| ------------------------------------ | ----------------- | --------- |
| Habib Maïga 18' Aleksandar Pešić 45' | (2–0) Jegyzőkönyv |           |

| Groupama Aréna, Budapest Nézőszám: 18774 Játékvezető: Berke Balázs |

- Ferencváros: Dibusz – Gartenmann, Cissé, Szalai G. – Kaján, Tóth A., Maiga, Keita ( Abu Fani 57'), Traoré ( Ramírez 83') – Pesics ( Saldanha 78'), Varga B. Vezetőedző: Robbie Keane
- Újpest: Piscitelli – Nunes, Duarte, Fiola – Bese ( Mucsányi Má. 86'), Geiger ( Rasak 86'), Lacoux, Gergényi – Beridze, Brodic, Karamoko Vezetőedző: Bartosz Grzelak

##### 27. forduló
| 2025. április 13. 14:00 27. forduló |

| Újpest FC                           | 2–1               | Debreceni VSC    |
| ----------------------------------- | ----------------- | ---------------- |
| Giorgi Beridze 48' Damian Rasak 58' | (0–0) Jegyzőkönyv | Bárány Donát 63' |

| Szusza Ferenc Stadion, Budapest Nézőszám: 5502 Játékvezető: Rúsz Márton |

- Újpest: Piscitelli – Nunes, Duarte, Fiola – Bese, Lacoux, Rasak, Gergényi – Beridze ( Ljujic 66'), Brodic ( Kaczvinszki 87'), Karamoko ( Horváth K. 76') Vezetőedző: Bartosz Grzelak
- Debrecen: Pálfi – Castegren ( Kocsis D. 75'), Lang, Hofmann – Szécsi, Szuhodovszki ( Maurides 46'), Youga, Szűcs T. ( Djurasek 46' ( Dzsudzsák 53')), Vajda – Bárány, Domingues Vezetőedző: Nestor El Maestro

##### 28. forduló
| 2025. április 21. 18:30 28. forduló |

| Kecskeméti TE | 0–0               | Újpest FC |
| ------------- | ----------------- | --------- |
|               | (0–0) Jegyzőkönyv |           |

| Széktói Stadion, Kecskemét Nézőszám: 2864 Játékvezető: Káprály Mihály |

- Kecskemét: Kersák – Botka, Belényesi, Katona L. ( Vágó 86') – Berki ( Májer 46'), Katona B. ( Kovács B. 74'), Bocskay, Zsótér, Zeke – Pálinkás ( Lopez 63'), Camaj Vezetőedző: Gera Zoltán
- Újpest: Piscitelli – Nunes, Duarte, Fiola – Bese, Rasak, Lacoux, Gergényi – Ljujic ( Geiger 82'), Karamoko ( Dénes 59'), Beridze ( Horváth K. 82') Vezetőedző: Bartosz Grzelak

##### 29. forduló
| 2025. április 26. 20:00 29. forduló |

| Újpest FC      | 1–1               | Diósgyőri VTK    |
| -------------- | ----------------- | ---------------- |
| Tom Lacoux 48' | (0–0) Jegyzőkönyv | Szakos Bence 68' |

| Szusza Ferenc Stadion, Budapest Nézőszám: 5187 Játékvezető: Derdák Marcell |

- Újpest: Piscitelli – Nunes, Duarte, Fiola – Bese, Rasak, Lacoux, Gergényi – Beridze ( Horváth K. 82') – Karamoko ( Ljujic 82'), Brodic Vezetőedző: Bartosz Grzelak
- Diósgyőr: Ogyincov - Gera, Lund, Bárdos ( Csorbadzsijszkij 62'), Kállai ( Szakos 62') – Vallejo – Acolatse, Holdampf, Skribek ( Rakonjac 56'), Pozeg Vancas ( Benkő 85') – Edomwonyi Vezetőedző: Valdas Dambrauskas

##### 30. forduló
| 2025. május 3. 13:00 30. forduló |

| Újpest FC                         | 2–3               | Győri ETO FC                                         |
| --------------------------------- | ----------------- | ---------------------------------------------------- |
| Matija Ljujić 77' (11-esből), 92' | (0–0) Jegyzőkönyv | Samsondin Ouro 52' Claudiu Bumba 71' Szépe János 84' |

| Szusza Ferenc Stadion, Budapest Nézőszám: 4952 Játékvezető: Antal Péter |

- Újpest: Piscitelli ( Banai 9') – Bese, Nunes ( Mucsányi Má. 72'), Duarte, Gergényi – Rasak ( Geiger 72'), Lacoux – Beridze ( Karamoko 72'), Ljujic, Horváth K. ( Simon K. 87') – Brodic Vezetőedző: Bartosz Grzelak
- Győr: Petras – Bíró ( Szépe 72'), Heitor, Krpic, Stefulj – Vitális, Ouro ( Décsy 87') – Bánáti ( Beqja 87'), Gavric ( Njie 55'), Bumba – Benbuali ( Diarra 72') Vezetőedző: Borbély Balázs

##### 31. forduló
| 2025. május 11. 13:00 31. forduló |

| Zalaegerszegi TE FC | 0–0               | Újpest FC         |
| ------------------- | ----------------- | ----------------- |
|                     | (0–0) Jegyzőkönyv | Matija Ljujić 81′ |

| ZTE Aréna, Zalaegerszeg Nézőszám: 3780 Játékvezető: Bognár Tamás |

- Zalaegerszeg: Gundel-Takács – Szendrei, Várkonyi, Evangelu, Csóka – Sankovic ( Esiti 65'), Ipalibo ( Almási 46'), Csonka ( Sajbán 85') – Dénes Cs. ( Krajcsovics 65'), Croizet ( Bakti 55'), Kiss B. Vezetőedző: Ifj. Mihalecz István
- Újpest: Banai – Fiola, Nunes, Duarte, Gergényi ( Kaczvinszki 82') – Lacoux ( Geiger 70'), Ljujic, Rasak ( Bese 46') – Beridze ( Mucsányi Má. 65'), Horváth K. ( Tucic 46') – Brodic  Vezetőedző: Damir Krznar

##### 32. forduló
| 2025. május 16. 20:30 32. forduló |

| Újpest FC                              | 2–2               | Nyíregyháza Spartacus FC          |
| -------------------------------------- | ----------------- | --------------------------------- |
| Horváth Krisztofer 25' Fran Brodić 68' | (1–1) Jegyzőkönyv | Eppel Márton 29' Kovács Milán 60' |

| Szusza Ferenc Stadion, Budapest Nézőszám: 5196 Játékvezető: Erdős József |

- Újpest: Banai – Bese, Nunes, Duarte, Kaczvinszki ( Gergényi 46') – Tajti ( Lacoux 69'), Fiola, Rasak ( Simon K. 75') – Horváth K., Brodic, Beridze Vezetőedző: Damir Krznar
- Nyíregyháza: Fejér – Farkas ( Kovács K. 46'), Alaxai, Correa, Jokic ( Keresztes 94'), Benczenleitner – Kovács M. ( Tamás O. 70'), Keita ( Kvekveszkiri 70'), Toma ( Nagy B. 87') – Eppel, Beke Vezetőedző: Szabó István

##### 33. forduló
| 2025. május 24. 15:00 33. forduló |

| MTK Budapest FC   | 1–3               | Újpest FC                                                    |
| ----------------- | ----------------- | ------------------------------------------------------------ |
| Horváth Artúr 27' | (1–2) Jegyzőkönyv | Matija Ljujić 1' Horváth Krisztofer 45+1' Giorgi Beridze 56' |

| Hidegkuti Nándor Stadion, Budapest Nézőszám: 2855 Játékvezető: Kulcsár Katalin |

- MTK: Demjén – Kosznovszky, Kádár, Nagy Zs., Kovács P. ( Bene 46') – Kata ( Molnár Á. 33'), Horváth A., Bognár ( Németh K. 67') – Gruber ( Jádi 87'), Jurina, Molnár R. ( Csucsánszky 67') Vezetőedző: Horváth Dávid
- Újpest: Piscitelli – Bese, Joao Nunes, Koburi, Gergényi ( Duarte 79') – Ljujic ( Fiola 70'), Tajti – Lacoux, Horváth K., Beridze ( Simon K. 79') – Brodic ( Ganea 79') Vezetőedző: Damir Krznar

## Magyar Kupa

### Mérkőzések

##### 3. forduló
| 2024. szeptember 14. 15:00 3. forduló |

| FÉMALK-Dunavarsány | 0–7               | Újpest FC |
| ------------------ | ----------------- | --- |
|                    | (0–5) Jegyzőkönyv | Horváth Krisztofer 10', 60' Matija Ljujić 17' João Nunes 28' Fiola Attila 34' Geiger Bálint 40' Baranyai Nimród 87' |

| Dunavarsányi TE Sporttelep, Dunavarsány Nézőszám: 750 Játékvezető: Rúsz Márton |

- Dunavarsány: Czuczi – Meiszter, Hajas, Gubacsi, Gajda, Szabó Á. – Miskovicz ( Iszak 46'), Vastag ( Zana 60'), Albert ( Kincses 75'), Németh D. ( Irházi 81') – Bihari ( Olasz 46') Vezetőedző: –
- Újpest: Banai - Nunes, Duarte, Fiola ( Kaczvinszki 72') – Bese ( Baranyai 62'), Lacoux, Geiger ( Karamoko 62'), Gergényi ( Tamás 40') – Ljujic ( Helmich 46'), Horváth - Brodic Vezetőedző: Bartosz Grzelak

##### 4. forduló
| 2024. október 30. 12:30 4. forduló |

| BVSC-Zugló | 0–1               | Újpest FC         |
| ---------- | ----------------- | ----------------- |
|            | (0–0) Jegyzőkönyv | Mucsányi Márk 89' |

| III. ker. TVE Sporttelep, Budapest Nézőszám: 700 Játékvezető: Pillók Ádám |

- Zugló: Megyeri G. – Székely ( Kovács D. 83'), Benkő-Bíró, Vinícius, Hesz, Király Á. – Szilágyi M. ( Nwachukwu 91'), Tóth K. ( Kocsis B. 70'), Hidi P., Pekár L. – Zamostny ( Batai 83') Vezetőedző: Csábi József
- Újpest: Banai – Nunes, A. Duarte, Fiola – Mucsányi Má. ( Kobouri 92'), Geiger, Lacoux ( Onovo 46'), Gergényi ( Tajti 57') – Ljujic, Horváth K. ( Karamoko 92'), Dénes A. ( Brodic 57'). Vezetőedző: Bartosz Grzelak

##### Nyolcaddöntő
| 2025. február 26. 20:00 5. forduló (nyolcaddöntő) |

| Dorogi FC | 0–1               | Újpest FC          |
| --------- | ----------------- | ------------------ |
|           | (0–1) Jegyzőkönyv | Giorgi Beridze 20' |

| Buzánszky Jenő Stadion , Dorog Nézőszám: 2000 Játékvezető: Rúsz Márton |

- Dorog: Kálovits – Barna G. ( Csilus 63'), Székely, Lénárth, Hoszpodár – Gula ( Szerencsi 46'), Hajdi ( Ferkó M. 76'), Kecskés ( Ferkó Á. 63'), Erdey B. ( Balla 46') – Erdei M. Vezetőedző: Bekő Balázs
- Újpest: Banai – Fiola ( Geiger 74'), Duarte, Kaczvinszki, Gergényi – Dénes ( Horváth K. 61'), Lacoux, Rasak, Beridze ( Mucsányi Má. 61') – Brodic, Tucic ( Karamoko 61') Vezetőedző: Bartosz Grzelak

##### Negyeddöntő
| 2025. április 2. 19:45 Negyeddöntő |

| Ferencvárosi TC                                                 | 3–1               | Újpest FC       |
| --------------------------------------------------------------- | ----------------- | --------------- |
| Aleksandar Pešić 32' Cebrail Makreckis 40' Matheus Saldanha 52' | (2–0) Jegyzőkönyv | Fran Brodić 84' |

| Groupama Aréna, Budapest Nézőszám: 16129 Játékvezető: Káprály Mihály |

- Ferencváros: Dibusz – Szalai G., Cissé ( Raul Gustavo 53'), Gartenmann – Makreckis ( Kaján 68'), Tóth A., Zachariassen, Maiga ( Abu Fani 68'), Civic – Pesic ( Varga B. 78'), Saldanha ( Kehinde 78') Vezetőedző: Robbie Keane
- Újpest: Banai – Fiola ( Beridze 63'), Nunes, Duarte ( Kaczvinszki 55'), Koburi – Rasak ( Horváth K. 63'), Lacoux ( Onovo 79') – Bese, Geiger, Karamoko ( Dénes 79') – Brodic Vezetőedző: Bartosz Grzelak